# Postásy Júlia
Postásy Júlia (Budapest, 1955. március 29. –) magyar énekesnő. Az 1970-es években vokalistaként kezdte, majd zenekart alapított, később szólópályára lépett.

## Pályája
A  Bartók Béla Zeneművészeti Szakközépiskola dzsessztanszakán Vukán György tanítványaként végzett énekesnő.
1976 és 1978 között Zalatnay Sarolta női triójában vokálozott, a Cini és a Tinik tagja volt Várszegi Éva társaságában. Vokalistaként nemcsak Zalatnay, hanem Demjén Ferenc, az LGT és az Omega lemezein is énekelt.
1979-től a Wastaps együttes tagja volt. Rendszeresen szerepeltek a Tessék választani! és Made in Hungary tánczenei fesztiválokon, s az ezeken elhangzott dalok kislemezeken is megjelentek.
1986-ban közös albuma jelent meg Dévényi Ádámmal, Nincs kegyelem címmel, melyen a második világháború korszakának slágereit dolgozták fel.
Ugyanebben az évben a Macskafogó című film Miú, mi újság című betétdalát énekelte, mely az egyik legismertebb dala lett.
1993-ban Lerch István és Horváth Charlie közreműködésével jelent meg önálló albuma, Veled vagy nélküled címmel.
1997-ben A miniszter félrelép című játékfilm Puszi-nyuszi című betétdalával aratott sikert.
Reklámzenéket is énekelt, az M7-es együttessel közösen. A reklámzenéket Rusznák Iván írta.

## Diszkográfia

### Szóló nagylemezek
- 1986 Nincs kegyelem (Dévényi Ádámmal közösen)[4]

1. Polgár Tibor: Mi lesz velem, ha elhagysz
2. Fényes Szabolcs–Békeffi István: Tíz óra múlt
3. Walter László–Harmat Imre: Szívemben bomba van
4. Seress Rezső–Dénes Gyula: Én nem tudom, mit hoz a holnap
5. Kovách Kálmán–Mendek Lajos: A szív az semmi
6. Buday Dénes–Somlyó Zoltán: Dal a szívről
7. Buday Dénes–Vadnai László: Drágám, néha téved az ember
8. De Fries Károly–Vaszary János: Csak egy nap a világ
9. Sándor Jenő–Füredi Imre: Nincs kegyelem
10. Sally Géza–Erdődy Elek: Ne nézzen úgy rám[5]

- 1993 Veled vagy nélküled [* 1]

1. Lerch István: Veled vagy nélküled (km. Lerch István)
2. Bródy János: Szabadíts fel!
3. Lerch István: Szerelemmadár[7]
4. Stock Aitken Waterman: Szabad élet (km. Horváth Charlie, eredeti: Kylie Minogue & Jason Donovan – Especially for You)
5. Mark Nevin: Perfekt (eredeti: Fairground Attraction – Perfect)
6. Jégvirág
7. Segíts!
8. Davis Collins–Danielle Mar Schoovaerts: Bennem vagy (eredeti: Vaya Con Dios – Heading for a Fall)
9. Sohasem késő (km. Horváth Charlie)
10. Álomrabló
11. Buday Dénes–Somlyó Zoltán: Dal a szívről (a Nincs kegyelem c. album dalának feldolgozása)

- Gábor S. Pál-Szenes Iván: Mondd meg bátran

### Wastaps-kislemezek
- 1980 Hogy barátomnak mondjalak (Made in Hungary)
- 1981 Magasba kellene érni (Tessék választani!)
- 1981 Szakítsd szét a szívem (Tánc- és popdalfesztivál)

### Vokalistaként
- 1976 Zalatnay Sarolta: Színes trikó, kopott farmer
- 1976 Locomotiv GT V.
- 1977 Demjén Ferenc: Fújom a dalt
- 1978 Zalatnay Sarolta: Minden szó egy dal
- 1995 Omega: Az Omega összes koncertfelvétele 1.

### Filmzene
- 1986 Deák Tamás–Hajnal István: Cicadal (A "Macskafogó" c. filmből)
- 1997 Dés László–Geszti Péter: Puszinyuszi ("A miniszter félrelép" c. filmből)